# Onthophagus sellatulus
Onthophagus sellatulus là một loài bọ cánh cứng trong họ Bọ hung (Scarabaeidae).